# Kopierrad

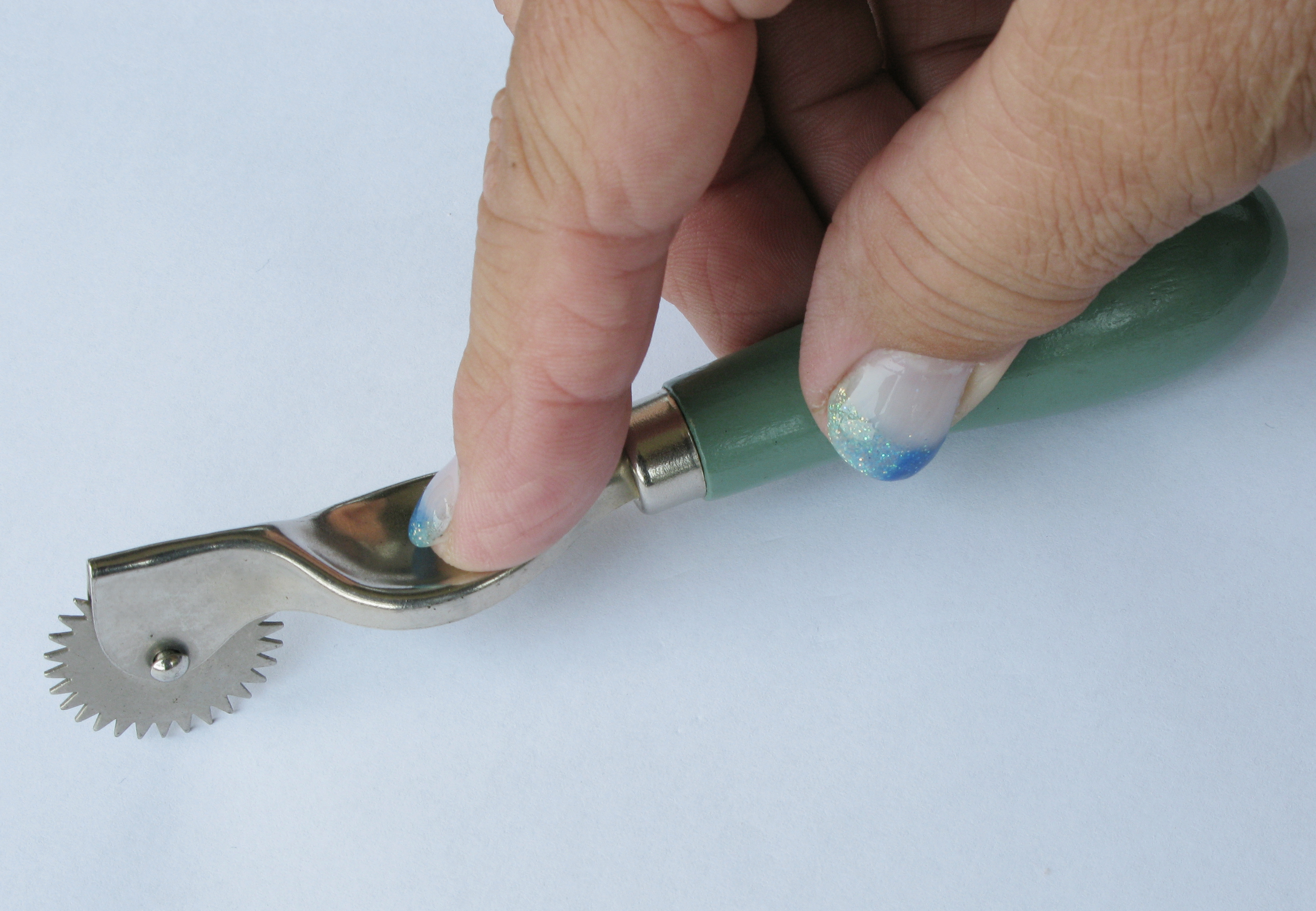
Kopierrad

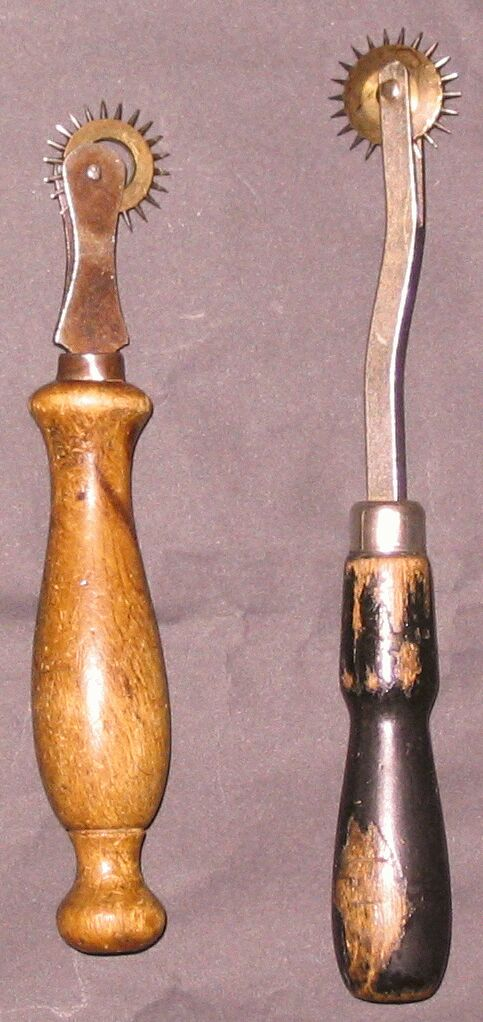
Kopierräder, links mit stark abgenutztem Messingkern

Das Kopierrad dient hauptsächlich zum Übertragen eines Schnittmusters auf neutrales Papier. Das Schneiderwerkzeug besteht aus einem Zahnrädchen mit spitzen Zacken. Dieses Rädchen wird in einer Metallgabel geführt, die in einem Holzgriff befestigt ist.
Auf Schnittmusterbögen sind in der Regel mehrere Schnitte untergebracht und so platzsparend wie möglich angeordnet. Dabei überlagern sich die verschiedenen Schnittteile, weshalb sie sich nicht einzeln ausschneiden lassen. Der jeweilige Schnitt muss auf neutrales Papier übertragen werden, wobei ein System von speziellen Konturlinien (Größenlinien), Nummern und Farben hilft.
Das Nachfahren der Konturen und Markierungen der Schnittmusterzeichnungen auf dem Vorlagebogen mit dem Kopierrad erzeugt auf dem untergelegten Papier eine Perforation. Mit dem Zwischenlegen von Kopierpapier kann auch ein Rädchen mit stumpfen Zacken benutzt werden. Kopierpapier gibt es in den Farben gelb/weiß für helle Stoffe und in rot/blau für dunkle Stoffe.
Bei der Fellverarbeitung werden unter anderem Farbgrenzen im Haar, zum Beispiel der dunklere Grotzen, mit dem Kopierrad auf die Lederseite übertragen, ebenso Kahlstellen im Haar vor dem Ausbessern durch Anbrachen.

## Wartenbergrad
Das Wartenbergrad, ein ähnlich aufgebautes Instrument, wird in der Neurologie und im BDSM-Bereich jeweils zur Erzeugung von Schmerzwahrnehmungen verwendet.